# Korteraarsche Polder
De Korteraarsche Polder is een polder en een voormalig waterschap in de gemeente Ter Aar in de Nederlandse provincie Zuid-Holland.
Het is niet bekend wanneer het waterschap is opgericht, de oudste vermelding dateert van 1585 in het archief van het Hoogheemraadschap Rijnland.

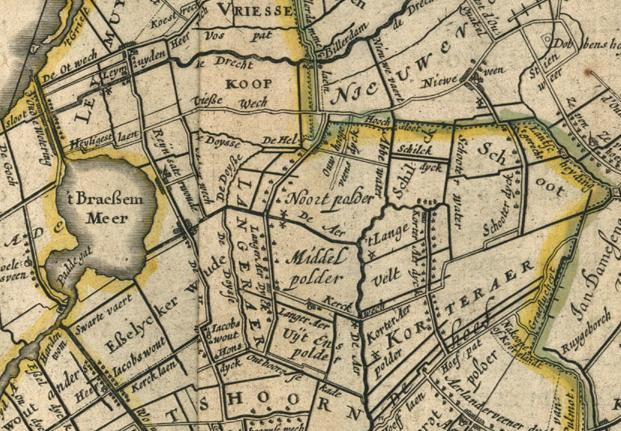
Kaart 1665